# Jakub Heidenreich
Jakub Heidenreich (* 27. dubna 1989, Mohelnice) je český fotbalový obránce, momentálně působící v týmu FK Mohelnice. Tomuto levonohému obránci s vytříbenou technikou předpovídali odborníci slibnou budoucnost.

## Klubová kariéra
V roce 2009 hostoval v zimní části sezony v klubu FC Bohemians Praha a poté v jarní části sezony ve slovenské Senici. Do "A" týmu Sigmy ho vytáhl v roce 2008 trenér Vlastimil Petržela.

## Reprezentační kariéra
S výběrem U17 je vicemistrem Evropy z roku 2006, kde čeští mladíci podlehli ve finále Rusku až v penaltovém rozstřelu.
V létě 2008 se zúčastnil Mistrovství Evropy do devatenácti let.
Byl členem českého týmu na Mistrovství světa hráčů do 20 let 2009 v Egyptě, kde ČR vypadla v osmifinále s Maďarskem na penalty 3:4 (po prodloužení byl stav 2:2).
Hrál i v české fotbalové reprezentaci do 21 let.